# Eurochemic
Eurochemic was de eerste gemeenschappelijke onderneming van het Europees Agentschap voor Kernenergie.
Het bedrijf werd in december 1957 opgericht door een consortium van de regeringen van dertien Europese landen, in partnerschap met de privésector, om internationale samenwerking te ontwikkelen bij het recycleren van verbruikte splijtstof van kerncentrales om het resterende uranium en plutonium te extraheren.
De pilootinstallatie Eurochemic, een “opwerkingsfabriek”, werd gebouwd in Dessel in België en had tot doel om gebruikte kernbrandstof uit kerncentrales te behandelen om er nieuwe kernbrandstof van te maken.
Deze installatie was voor wetenschappers het neusje van de zalm in het streven naar een samenleving met eindeloos veel energie tot in de eeuwigheid.
De toenmalige Belgische Koning Boudewijn kwam persoonlijk in 1966 de installatie openen.
Eurochemic heeft een uitstekende bijdrage geleverd aan de wetenschappelijke en technische vooruitgang van de nucleaire chemie in Europa, onder meer als opleidingscentrum voor specialisten.
Op langere termijn was zij echter niet in staat een gemeenschappelijk industriebeleid op dit gebied te bevorderen.
Omwille van de concurrentie van grootschaligere nationale opwerkingsfabrieken sloot Eurochemic na acht jaar, in 1974, de deuren. Frankrijk en Groot-Brittannië gingen weliswaar door met de commercialisatie van de opwerking van nucleaire brandstof.
Na de definitieve sluiting van Eurochemic, heeft de stilgelegde installatie gediend als pilootproject voor de ontwikkeling van nucleaire ontmantelingstechnieken. Op de toenmalige site van Eurochemic worden door Belgoprocess op de dag van vandaag nog steeds chemisch-/nucleaire processen gebruikt in het kader van ontmanteling, beheer en berging van nucleair (radioactief) afval.
De Eurochemic-installatie is inmiddels volledig ontmanteld.
De gang van zaken bij de toenmalige opwerkingsfabriek zijn onder meer beschreven in het boek "Kernenergie en Opwerking" van K.G.Paulus.
Ook het Nucleair Energy Agentschap (OECD-NEA) heeft op zijn website een boek (geschreven door historicus Jean-Marc Wolff) dat het toenmalige samenwerkingsverband en de ontwikkeling van de verschillende chemische processen, rijkelijk geïllustreerd toelicht en een levendige beschrijving geeft van de nog steeds actuele problemen aan het einde van de splijtstofcyclus.